# Fuzja komórkowa
Fuzja komórkowa – proces biologiczny polegający na połączeniu dwóch komórek (protoplastów) w wyniku którego powstaje jedna komórka hybrydowa tak zwana hybrydoma. Komórka taka tuż po połączeniu posiada dwa jądra komórkowe, po czasie w większości przypadków następuje zlanie jąder komórkowych.
Proces fuzji komórkowej jest wykorzystywany do tworzenia nowych odmian roślin, tworzenia hybrydom wykorzystywanych do produkcji przeciwciał monoklonalnych oraz do tworzenia map genetycznych.